# Senhit
Pour les articles homonymes, voir Senit.
Senhit Zadik Zadik (née à Bologne, en Italie, le 1er octobre 1979) connue sous le nom de scène de Senhit (auparavant Senit) est une chanteuse italienne.
Elle a représenté Saint-Marin à l’Eurovision 2011 à Düsseldorf avec le titre Stand By ainsi qu’à l’Eurovision 2021 à Rotterdam avec le titre Adrenalina en compagnie de Flo Rida

## Biographie
Elle est née à Bologne de parents originaires d'Érythrée.
Elle a commencé sa carrière dans des comédies musicales comme Fame, Le Roi Lion ou Hair en Suisse et en Allemagne. De retour en Italie en 2006, Senhit sort son 1er album. 
Elle compte aujourd'hui 3 albums à son actif dont un en anglais. Elle a représenté Saint-Marin au Concours Eurovision de la chanson 2011 et a terminé à la 16e place en demi-finale . Elle devait représenter à nouveau Saint-Marin au Concours Eurovision de la chanson 2020 avec le titre Freaky! avant son annulation. Elle est à nouveau choisie l'année suivante pour représenter Saint-Marin au Concours Eurovision de la chanson 2021 avec le titre Adrenalina.

## Discographie

### Albums
- 2006 - Senit
- 2007 - Un tesoro è necessariamente nascosto
- 2009 - So High

### Singles
- 2005 - La mia città è cambiata
- 2005 - La cosa giusta
- 2005 - In mio potere
- 2007 - La faccia che ho
- 2007 - Io non dormo
- 2009 - Work Hard
- 2009 - No More
- 2010 - Party on the Dance Floor
- 2010 - Everytime
- 2010 - Andiamo
- 2011 - Stand By (San Marino - Eurovision 2011)
- 2011 - Through the Rain
- 2014 - Rock Me Up
- 2017 - Something on your mind
- 2017 - Hey Buddy
- 2019 - Dark Room
- 2019 - Un Bel Niente
- 2019 - Heartache
- 2020 - Obsessed
- 2020 - Freaky!
- 2020 - Breathe
- 2021 - Adrenalina (feat. Flo Rida)